# Aladí (personatge)
Aladí (de l'àrab: علاء الدين, ʿAlāʾ ad-Dīn) és un personatge de ficció, originari de la tradició oral oriental.
Fill d'un sastre xinès mort i de la seva pobra vídua, és un noi mandrós i descuidat. Es posa a buscar una llanterna màgica dins una cova després de ser enganyat per un bruixot africà que diu ser el seu oncle. Fregant la llanterna aconsegueix fer realitat els seus desitjos. Derrota el frustrat mag africà i el seu germà petit, acumula riquesa i regna durant molts anys succeint al sultà al costat de la seva filla.
El personatge va ser recollit per primera vegada durant l'edat mitjana al conte Aladí i la llàntia meravellosa dins l'antologia de contes orientals escrits en àrab Les mil i una nits. La versió francesa publicada per Antonie Galland va popularitzar la història al món occidental després que aquest l'escoltés el 1709 d'un contacontes a Alep, a Síria. El personatge ha inspirat i segueix inspirant la cultura universal, amb nombroses obres literàries, teatrals, i de cinema, com una pel·lícula de Disney.

## Resum de la trama

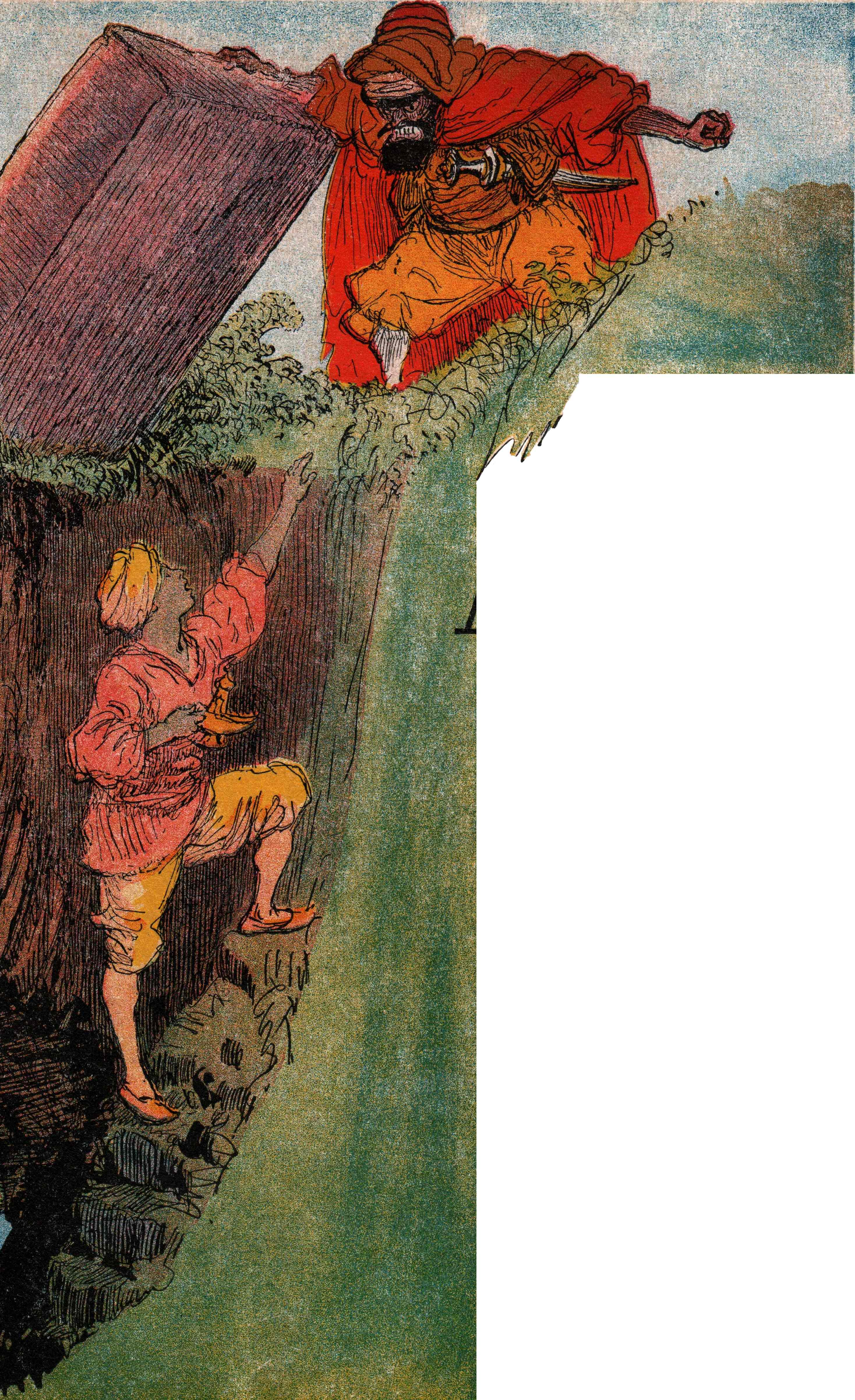
El Bruixot atrapa Aladdin a la cova màgica.

La història sovint es torna a explicar amb variacions. El següent és un resum de la traducció de Burton de 1885.
Aladí és un jove empobrit que no s'ha de fer bé, que viu a «una de les ciutats de la Xina». És reclutat per un bruixot del Magrib, que es fa passar per germà del difunt pare d'Aladí, el sastre Mustafà, i convenç a Aladí i a la seva mare de la seva bona voluntat fent veure que el noi és un ric comerciant. El veritable motiu del bruixot és persuadir el jove Aladí perquè recuperi una meravellosa làmpada d'oli (chirag) d'una cova màgica amb trampes explosives. Després que el bruixot intenti enganxar-lo, Aladí es troba atrapat a la cova. Aladí encara porta un anell màgic que el bruixot li ha prestat. Quan es frega les mans amb la desesperació, involuntàriament es frega l'anell i apareix un geni que l'allibera de la cova, permetent-li tornar a la seva mare mentre està en possessió del llum. Quan la seva mare intenta netejar el llum, perquè el puguin vendre per comprar menjar per al sopar, apareix un segon geni molt més poderós que està obligat a fer les ordres de la persona que té el llum.
Amb l'ajuda del geni de la làmpada, Aladí es fa ric i poderós i es casa amb la princesa Badroulbadour, la filla del soldà (després de frustrar màgicament el seu matrimoni amb el fill del visir). El geni construeix a Aladí i la seva núvia un meravellós palau, molt més magnífic que el del soldà.
El bruixot s'assabenta de la bona sort d'Aladí i torna; posa les mans al llum enganyant la dona d'Aladí (que desconeix la importància del llum) oferint-se a intercanviar «nous llums per vells». Ordena al geni del llum que porti el palau, juntament amb tot el seu contingut, a casa seva al Magrib. Aladí encara té l'anell màgic i és capaç de convocar el geni menor. El geni de l'anell no pot desfer directament cap de la màgia del geni de la làmpada, però és capaç de transportar Aladí al Magrib on, amb l'ajuda de les «enginys de dona» de la princesa, recupera el llum i mata el bruixot, tornant el palau al seu lloc corresponent.
El germà més poderós i malvat del bruixot planeja destruir l'Aladí per haver matat el seu germà disfressant-se d'una dona gran coneguda pels seus poders curatius. Badroulbadour s'enamora de la seva disfressa i ordena a la «dona que es quedi al seu palau en cas de tenir alguna malaltia. Aladí és advertit d'aquest perill pel geni del llum i mata l'impostor.
Aladí finalment succeeix al tron del seu sogre.

## Marc
Les frases inicials de la història, tant en la versió Galland com en la de Burton, la situen en «una de les ciutats de la Xina». D'altra banda, pràcticament no hi ha res a la resta de la història que no sigui coherent amb un entorn de l'Orient Mitjà. Per exemple, el governant es coneix com a «Sultà» en lloc d'«Emperador», com en alguns relats, i les persones de la història són musulmanes i la seva conversa està plena de tòpics musulmans. Un comerciant jueu compra les mercaderies d'Aladí, però no hi ha cap menció de budistes, taoistes o confucians.
En particular, els grups ètnics de la història xinesa han inclòs durant molt de temps els grups musulmans, incloses grans poblacions de uigurs, i l'ètnia hui, així com els tadjiks els orígens es remunten als viatgers de la Ruta de la Seda. Se sap que hi ha comunitats islàmiques a la regió des de la dinastia Tang (que va ascendir al poder simultàniament amb la carrera del profeta Mahoma.) Alguns han suggerit que l'escenari previst pot ser el Turquestan (que abasta l'Àsia central i l'actual regió autònoma xinesa de Xinjiang a la Xina occidental).
Per tot això, l'especulació sobre un entorn xinès «real» depèn d'un coneixement de la Xina que el narrador d'un conte popular (a diferència d'un expert geogràfic) potser no posseeix. En l'ús àrab primerenc, se sap que la Xina s'ha utilitzat en un sentit abstracte per designar una terra llunyana i exòtica.